# 1-й повітрянодесантний корпус (СРСР)
1-й повітрянодесантний корпус (1 ПДК) — повітрянодесантний корпус, військове об'єднання повітрянодесантних військ Радянського Союзу за часів Другої світової війни.

## Командування
- Командири:
- генерал-майор Усенко М. О. (23 червня — 14 грудня 1941)

## Відео
- Освободители. Воздушный десант (рос.)